# 27091 Alisonbick
27091 Alisonbick este un asteroid din centura principală de asteroizi.

## Descriere
27091 Alisonbick este un asteroid din centura principală de asteroizi. A fost descoperit pe 28 octombrie 1998 la Socorro, New Mexico, în cadrul proiectului LINEAR. Asteroidul prezintă o orbită caracterizată de o semiaxă mare de 2,43 ua, o excentricitate de 0,16 și o înclinație de 9,5° în raport cu ecliptica.